# Суд над богом
«Суд над богом» — это британский телеспектакль 2008 года по одноимённой пьесе Фрэнка Котрелла Бойса. Главные роли исполнили Энтони Шер, Руперт Грейвс и Джек Шеперд. Действие пьесы происходит в Освенциме во время Второй мировой войны. Группа заключённых-евреев устраивает суд над Богом, обвиняя его в том, что он покинул свой народ. Решается вопрос о том, нарушил ли Бог свой завет еврейскому народу, позволив немцам совершить геноцид. Фильм был снят и транслировался телеканалом Би-би-си 3 сентября 2008 года. Производство было поддержано PBS, которая включила телеспектакль в свою антологию «Masterpiece».
Пьеса основана на случае, описанном Эли Визелем в его книге «Суд над Богом», хотя Бойс описывает эту историю как «апокрифическую». По словам Бойса, продюсер Марк Редхед «пытался превратить историю в фильм в течение почти 20 лет на тот момент, когда он позвонил мне в 2005 году, чтобы написать сценарий». Однако Визель позже подтвердил, что история была правдой, и что он был лично свидетелем этого.

## В ролях
| Актёр               | Роль       |
| ------------------- | ---------- |
| Джосеф Алесси       | Капо       |
| Джозеф Алтин        | Айзек      |
| Эшли Артус          | Рикард     |
| Франсуа Гетари      | Жак        |
| Руперт Грейвс       | Мордехай   |
| Стивен Диллейн      | Шмидт      |
| Рене Заггер         | Эзра       |
| Дэвид де Кейзер     | Хьюго      |
| Лоркан Кранич       |            |
| Доминик Купер       | Моше       |
| Алекси Кэй Кэмпбелл | доктор     |
| Агнешка Лиггетт     | гид        |
| Луиз Марденборо     | Эмили      |
| Эдди Марсан         | Либл       |
| Блейк Ритсон        | Идек       |
| Стеллан Скарсгард   | Баумгартен |
| Андре Умански       | Якоб       |
| Джек Шеперд         | Кун        |
| Энтони Шер          | Акиба      |
| Дейли Хилэр         |            |

## Саундтрек
Оригинальную музыку к фильму написали Ник Грин и Тристин Норвелл.

## Критика
Отзывы были в подавляющем большинстве положительными. Сэм Уолластон из «Гардиан» нашел его «мощным и продуманным материалом, с некоторым прекрасным исполнением некоторых прекрасных актёров — Энтони Шера, Руперта Грейвса, Доминика Купера». Заметив, что Бойс написал пьесу с позиции личной веры, Джеймс Уолтон в «Дейли телеграф» заметил: «Тем не менее, поскольку каждый из персонажей выдвинул свой взгляд на вопрос о Боге и страдании, было ясно, что он был готов подвергнуть сомнению свои убеждения с реальной свирепостью». Это была сложная пьеса, и «по мере того, как ярость интеллектуальной и эмоциональной хватки усиливалась, было невозможно представить себе каких-нибудь наполовину вдумчивых зрителей, независимо от предыдущих убеждений, не имеющих тревожного ощущения собственных идей, попадающих под устойчивую и убедительную атаку». В длинном обзоре для «Таймс» Тим Тиман высоко оценил актёрский состав: «Игра была настолько сильной, что было приятно наблюдать за актёрами, среди которых Энтони Шер, Руперт Грейвс, Стивен Диллейн и Джек Шепард». Он также хвалил режиссёра Энди де Эммони за «блестящую, захватывающую ловкость рук… Заключенные, голые и остриженные, вместе с современной экскурсионной группой в газовой камере». Для «Индепендент» Томас Сатклифф отметил роль Шера в качестве тлеющего фитиля пьесы: «время от времени мы видим Энтони Шера, молча давящегося в углу камеры. Как заряженное ружьё в чеховской пьесе, вы знаете, что он в конце концов выстрелит и что когда он это сделает, это будет знаменательно, и действительно, это был его взрывной список Божьих библейски засвидетельствованных преступлений, которые, наконец, качнули судей в пользу обвинительного приговора».

## Прокат и релизы
«Суд над богом» транслировался на BBC Two в среду 3 сентября 2008 года и на PBS в антологии «Masterpiece Contemporary» 9 ноября 2008 года.